# Wapen van Liechtenstein
Het wapen van Liechtenstein is zowel het symbool van de staat Liechtenstein als van het vorstenhuis Liechtenstein en in die laatste hoedanigheid bekend als het wapen van het Prinselijke Huis van Liechtenstein. Men kan onderscheid maken tussen het grote wapen en het kleine wapen: het kleine wapen is het geel-rode hartschild in het midden van het grote wapen.

## Ontwerp
Het wapen bestaat uit een schild op een wapenmantel onder een kroon. Het schild bestaat uit vier kwartieren en een tussenstuk aan de onderkant. De elementen die daar getoond worden verwijzen naar gebieden die ooit aan het Huis Liechtenstein behoorden. Tevens bevat het schild een geel-rood hartschild, dat het stamschild van het Huis Liechtenstein is.
Het eerste kwartier staat voor Silezië en toont de Silezische adelaar op een geel veld. Een dergelijke adelaar staat ook in onder meer het wapen van Tsjechië en de vlag en het wapen van Neder-Silezië. In het tweede kwartier staat het wapen van het Huis Kuenring. Het derde kwartier toont het wapen van het hertogdom Troppau. Tussen het derde en vierde kwartier staat het wapen van het Hertogdom Jägerndorf. Het vierde kwartier bevat ten slotte het wapen van de Oost-Friese familie Cirksena als symbool voor Rietberg.

## Gebruik
Het gebruik van het wapen is beperkt tot het vorstenhuis en de staatsautoriteiten. Privépersonen kunnen echter toestemming krijgen om het te gebruiken.